# A bukás szele (Breaking Bad-epizód)
A bukás szele (eredeti címén Ozymandias) a Breaking Bad - Totál szívás című televíziós sorozat ötödik évadának tizennegyedik epizódja, összességében a sorozat hatvanadik része. A forgatókönyvet Moira Walley-Beckett írta, Rian Johnson pedig rendezte. Eredetileg 2013. szeptember 15-én mutatta be az AMC, Magyarországon először a Telenor MyTV és az AXN Now szolgáltatásban volt látható 2015-ben, majd 2016. július 7-én a magyar AMC is levetítette.
Beckett és Johnson dolgoztak már együtt korábban, mégpedig a harmadik évad „A légy” című epizódján, munkakapcsolatuk pedig barátinak volt tekinthető. Beckett nagyobb alkotói szabadságot kapott a rész során, mint korábban. A cselekmény intenzitására tekintettel a forgatás érzelmileg is megterhelte azokat, akik részt vettek benne. Bemutatását követően az epizód számos elemzés tárgya volt, főként a tekintetben, hogy az epizód miként von párhuzamot az epizód eredeti címével azonos Percy Bysshe Shelley-verssel, a karakterek átalakulásával, illetve Walter (Bryan Cranston) és Skyler (Anna Gunn) telefonbeszélgetésének tartalmával.
Az epizódot már vetítésekor is nagy kritikai és nézői elismerés övezte, a sorozat legjobb epizódjaként tartják számon. A kritikák dicsérték a forgatókönyvet, a színészi játékot, a rendezést, és az első rész óta fokozatosan felépített történetív betetőzését, egyenesen a minden idők legjobb sorozatepizódjai közt számon tartva azt. 2014-ben Beckett Emmy-díjat nyert a legjobb drámasorozat forgatókönyve kategóriában, Bryan Cranston a legjobb férfi főszereplő díját, Anna Gunn a legjobb női mellékszereplő díját vihette el. Az epizód az IMDB-n a nagyon ritka 10/10-es értékelésen áll.

## Cselekmény
|  | Alább a cselekmény részletei következnek! |

Az epizód nyitójelenetében egy visszaemlékezést láthatunk az első részre, amikor is Walter White és Jesse Pinkman metamfetamint készítettek a sivatagban. Walter felhívja telefonon az állapotos nejét, Skylert, bocsánatot kérve, amiért nem tud időben hazaérni, és megtudja tőle, hogy szerinte a Holly nagyszerű név lenne a babának.
Ezután időugrás történik: a helyszín ugyanaz. Hank súlyosan sérülten fekszik a földön, miután összetűzésbe keveredtek Jack Welkerrel és az Árja Testvériséghez tartozó bandájával, akiket még Walter hívott oda az előző epizódban, hogy szándékai szerint végezzenek Jessevel. Steve Gomez halott, Jackék azonban láthatóan meg sem sérültek. Jack azt tervezi, hogy agyonlövi a földön fekvő Hanket, Walter ezt látva könyörögni kezd neki, hogy ne tegye, és felajánlja mind a 80 millió dollárt, az életéért cserébe. Hank korholni kezdi Waltert, amiért nem látja, hogy könyöröghet bárhogy, a döntése már megszületett, és úgyis meg fogja őt ölni. Jack lelövi Hanket, Walter pedig a földre rogy, kétségbeesésében és fájdalmában.
A banda felfedezi az összes elásott hordót és mind el is akarják vinni. Todd Alquist, Jack unokaöccse javaslatára azonban csak hatot visznek magukkal, a hetediket meghagyják Walternek. Ezután elássák Hank és Gomez holttestét a hordók helyére. Walter felfedezi, hogy Jesse hol rejtőzködik, és ekkor felháborodottan vonja kérdőre Jacket, amiért nem tartotta be az egyezségüket. Jack ezt hallva azonnal le akarja lőni Jesset is, de Todd közbelép: azt javasolja, hogy vigyék el magukkal és szedjék ki belőle, hogy mit mondott el Hanknek és Gomeznek. Miközben elhurcolják, utoljára még odaveti Jessenek, hogy amikor Jane Margolis meghalt, megmenthette volna, de szándékosan nem tette. Jesset elviszik magukkal Jack bandájának a főhadiszállására, ahol egy tömlöcbe vetik, és egy idő után kiderül, hogy már nem információkat akarnak tőle, hanem azt, hogy a rabszolgájukként főzze meg nekik a metamfetamint.
Walter elindul az autójával, de abból kifogy az üzemanyag, ezért kénytelen gyalog folytatni az útját, miközben gurítja maga előtt a hordót. Végül elér egy kalyibához, ahol az ott élő indiántól megvásárolja a teherautóját, és azzal megy haza. Ezalatt Marie Schrader, akinek fogalma sincs arról, hogy mi történt, felhívja Skylert, és közli vele, hogy Hank valószínűleg már letartóztatta Waltert. Azt követeli tőle, hogy egyrészt vonják vissza azt a hamis vallomást, amiben Walter Hankre nézve nyilatkozik terhelően, másrészt mondja meg Walter Jr.-nak az igazat. Közli azt is a nővérével, hogy szerinte ő is épp ugyanolyan rossz, hiszen mindvégig együttműködött vele. Nem sokkal később megáll a teherautó a ház előtt, és Walter ront be, aki eszeveszetten kezdi el összepakolni a holmijaikat és magával akarja őket vinni. Amikor Skyler megtudja, hogy Hank halott, hirtelen felkap egy kést és azzal kezdi el fenyegetni Waltert. Walter válaszul rátámad Skylerre, hogy megszerezze tőle, és a verekedésnek Walter Jr. vet véget, aki védelmezőleg lép fel a rémült anyja oldalán. Meggyűlölve apját amiatt, hogy Hank bácsikája meghalt, kihívja rá a rendőrséget. Walter válaszul menekülni kezd, elragadja magával Hollyt és elhajt, Skyler kétségbeesett próbálkozása ellenére, hogy megállítsa.
Marie és a rendőrök megérkeznek a White-házba. A rendőrök figyelik a telefonvonalat, és amikor Walter felhívja őket, azonnal igyekeznek rájönni, honnan van a hívás. Walter azonban tudja ezt, és a beszélgetés során Skyler ártatlanságát igazolva olyan kijelentéseket tesz, szidalmazva a nőt, hogy mindent ő csinált, a felesége pedig nem volt képes segíteni neki. A hívás során megerősíti Hank halálát, majd leteszi a telefont, Hollyt pedig egy tűzoltóállomáson hagyja egy cetlivel, amin a lakóhelye található. Másnap reggel Walter találkozik Ed Galbraith-tel, a Saul Goodman által megismert személyazonosság-dílerrel, aki elviszi őt magával.
|  | Itt a vége a cselekmény részletezésének! |

## Készítése
Az epizódot Moira Walley-Beckett írta és Rian Johnson rendezte. Ketten együtt már dolgoztak „A légy” című epizódon, és remek munkakapcsolatuk volt. Ezúttal a végső vágásig közös volt a munkájuk, Johnson szerint azonban nagyobbrészt Beckett munkájáé az érdem. Vince Gilligant is lenyűgözte az epizód, aki a műsor legjobbjának nevezte.
Ebben az epizódban volt utoljára látható Hank Schrader (Dean Norris) és Steve Gomez (Steven Michael Quezada). Hank halálát kevésszer vették fel, főként időhiány és a kedvezőtlen időjárás miatt. Habár az írók sokat vitatkoztak azon, hogy milyen legyen Hank halála, abban egyetértettek, hogy legyen méltóságteljes. Eredetileg már az előző epizód végén megtörtént volna, de a cselekmény tempója miatt jobbnak látták áttenni ide. Hogy a jelenet még drámaibb legyen, a műsor készítői külön engedélyt kértek a hollywoodi szövetségektől, hogy a főcím csak az epizód 19. percében jelenjen meg.
A nyitó jelenet volt az utolsó, amit a sorozat forgatása során felvettek. A stábnak meg kellett várnia, amíg Bryan Cranston és Aaron Paul haja is visszanő akkorára, amekkora a legelső epizód idején volt. Bár ezt hónapokkal az epizód forgatása után vették fel Johnson vissza tudott jönni megrendezni.
A jelenet, amelyben Walter reagál Hank halálára, Johnson elképzelései mentén készült el. Hogy a földre esés hatása még erőteljesebb legyen, puzzledarabokat raktak a földre, amit beterítettek porral, és egy kapcsoló segítségével abban a pillanatban, amikor Walter földet ért, távirányítással szétbontották, azt a hatást keltve, mintha maga a föld is beleremegett volna. Hank és Jesse földön fekvős jeleneteihez egy különleges kameraállványra és periszkopikus lencsére volt szükség. Ugyancsak speciális lencsével vették fel azt is, ahogy Walter gurítja a hordót, azt a hatást akarták ugyanis elérni, hogy olyannak látszódjon, mintha egy ganajtúró bogár görgetne maga előtt valamit. Jesse karakterének megkínzása kimaradt az epizódból, részben azért is, mert Johnson szerint nem lett volna szép tőlük, ha így manipulálták volna a közönségnek a Jesse iránt érzett érzelmeit.
Betsy Brandt bevallotta, hogy nem volt képes elolvasni a forgatókönyvben a Hank halálát elmesélő részeket (érzelmileg megterhelő volt számára), sőt ezt az epizódot a mai napig nem is tudta megnézni. Melissa Bernstein társproducer is érzelmileg felkavarónak nevezte. Anna Gunn elmondta, hogy a Holly elrablását bemutató jelenet olyan volt számára, mintha legalább százan bámulták volna, ráadásul a csúszások és a rossz időjárási viszonyok miatt támogatást kellett kérnie Johnsontól. 2014-ben ezt a jelenetet nevezte meg a legnehezebbnek, de a legtartalmasabbnak is.
Beckett szerint megírni a Walter és Skyler közti konfrontációt meglehetősen nehéz volt, különösen annak operaszerű dinamikája miatt. Johnsonnak is nehezére  esett leforgatni a jelenetet, különösen azért, mert Walter Hankkel kapcsolatos kijelentését, miszerint meg akarta menteni őt, úgy kellett felvenni Bryan Cranston kérésére, hogy ne kétbalkezesnek, hanem ingerültnek tűnjön a karakter. Cranston és Gunn sem alkalmaztak dublőrt a verekedéses jelenet során. Később, amikor Walter pelenkát cserél Hollyn, nem volt betervezve, hogy az őt játszó gyerek beszéljen, azonban amikor meglátta a forgatás helyszínén ott tartózkodó anyját, azt mondta, hogy "mama". Cranston szerepben maradt, és továbbvitte a jelenetet, ami emiatt az epizódba is bekerült.

## Elemzés
A University of Colorado Boulder oktatója, Amanda Knopf szerint a lövöldözés a hagyományos nyugati toposzok és Walter erkölcsi iránytűje szerint is olyan dolog, hogy ha valaki így hal meg, az helyreállítja férfiasságát és hősiességét. Ő az epizód során folyamatosan veszteségeket szenved el, miközben a körülötte lévő sivatag látványa vizuálisan állandó, és a veszteségek ellenére is ugyanaz marad.
Az epizódban szereplő dal, a "Take My True Love by the Hand" a The Limeliters-től előrevetíti Walter elszakadását a családjától, amit Holly első szava is erősít.
Az epizód címe utalás Percy Bysshe Shelley "Ozymandiás" című versére (magyarra fordította Tóth Árpád), amely egy egykor büszke uralkodó romokban heverő örökségéről mesél. A verset, mintegy előzetesként a sorozathoz, Brayan Cranston is előadta, teljes hosszában. Habár az epizód nem tartalmaz a költeményre közvetlen utalásokat, Austin Gill elemzése szerint eddigre Walter is hasonlatossá vált annak szereplőjéhez: a legyőzhetetlenségből és arroganciából fakadó zsarnoki gőg miatt. Douglas Eric Rasmussen szerint Hank halálával Walter lett az a "roppant rom", amelyre a vers utal - II. Ramszesz fáraó birodalma, amelyről a költemény szól. Egyéb párhuzamok is megfigyelhetőek: mindkettőben közös a hübrisz és a büntetés az egoizmusból fakadó grandiózus tervekért. A nyitó jelenetben az alsónadrágban látható Walter rímel a vers "a pusztán szörnyű két nagy csonka láb" sorára. Walter karaktere az epizód során az ellenszenves Heisenberg-perszónát fokozatosan levetkőzi, és már csak egy Heisenberget utánozó Walter White látható, aki képes arra, hogy újra elnyerje a nézők szimpátiáját, és hogy elnyerje az erkölcsi megváltást. Ugyanakkor Walter továbbra is egy erkölcsi szürkezónát képvisel.
Sok elemzés tárgya volt még a telefonhívás, amelyben Walter dühösen szidalmazza Skylert, amiért még arra is képtelen volt, hogy megtegye, amit kért tőle. Egyes nézők szerint a hívás és Walter dühe teljesen színlelt volt, aminek az volt a célja, hogy Skyler elkerülhesse a büntetőjogi felelősségre vonást. Mások viszont a reakcióját teljesen őszintének vélték. Beckett szerint Walter némelyik szavában volt igazság, a közvélekedés pedig ma is az, hogy a hívás lényege az volt, hogy felmentse Skylert.